# Fluide supercritique
Pour les articles homonymes, voir Supercritique.

Diagramme de phase pression-température du dioxyde de carbone, montrant le point triple et le point critique.

En chimie physique, on qualifie de fluide supercritique l'état de la matière soumise à une température élevée et une forte pression mais pas au point de devenir solide. Plus précisément, on parle de fluide supercritique lorsqu'un fluide est chauffé au-delà de sa température critique et comprimé au-dessus de sa pression critique. Ce « cinquième état » de la matière peut être décrit comme étant un « fluide universel » dont les états liquide et gaz sont les deux états limites existant à la pression atmosphérique.

## Découverte
Cet état de la matière fut découvert en 1822 par Charles Cagniard de La Tour dans sa célèbre expérience de canon à gaz.

## Propriétés
Un fluide supercritique a autant les propriétés d'un gaz (tension de surface inexistante, faible limite de transfert de masse, grande diffusivité, etc) que celles d'un liquide (pouvoir de dissolution, transport d'une plus grande quantité et aussi d'une plus grande variété de solutés qu'un gaz, etc). On peut le vulgariser en tant que fluide presque aussi dense qu'un liquide qui tend à se comporter comme un gaz — par exemple un fluide supercritique diffuse comme un gaz à travers un solide, tout en dissolvant des matériaux sur son passage comme un liquide.
Quasiment tous les fluides supercritiques sont miscibles entre eux, au contraire des liquides qui peuvent former plusieurs phases distinctes : métallique, siliconée, polaire, apolaire, etc..
Au diagramme de phases pression-température indiqué, les transitions du liquide en fluide supercritique et du gaz en fluide supercritique sont caractérisées par des changements continus des propriétés physiques qui sont indiqués par des changements graduels de couleur. Par contre, la transition du liquide en gaz est associée à une transition de phase et des changements discontinus des propriétés, ce qui est indiqué au diagramme par un changement brusque de couleur marqué par une courbe noire.
La plupart des fluides supercritiques prennent un aspect brumeux presque opaque à la lumière visible ; ce phénomène est appelé opalescence critique.

### Transfert de phases
Contrairement aux passages liquide-gaz subcritiques que sont la liquéfaction (condensation liquide) et l'ébullition (évaporation), le passage d'un gaz ou d'un liquide vers un fluide supercritique se fait sans transition de phase abrupte ; il n'y a pas de température-pression seuil ni entre le liquide et le fluide supercritique, ni entre le fluide supercritique et le gaz. L'évolution des propriétés d'un fluide subcritique vers un fluide supercritique se fait graduellement, en douceur, avec éventuellement des instabilités structurelles.
Les changements de pression et températures permettent ainsi de passer de l'état gazeux vers l'état supercritique puis vers l'état liquide (ou l'inverse) sans transition de phase. Seule la densité du fluide varie au cours de ces changements. Autour du point critique d'un fluide, on peut ainsi finement contrôler sa densité au moyen de la température et de la pression.

## Fluides supercritiques d'utilisation courante

### Dioxyde de carbone supercritique
L'état supercritique a été observé expérimentalement pour la première fois à la fin du XIXe siècle par Charles Cagniard de Latour sur du dioxyde de carbone (CO2) exposé à 31,1 °C et 73,8 bar. Dans cet état, ce composé possède de remarquables propriétés de solubilité de substances organiques. Contrairement à bien d'autres solvants organiques non polaires, comme l'hexane  ou le tétrachlorure de carbone, il n'est ni toxique ni inflammable. 
Le CO2 supercritique est ainsi utilisé dans l'industrie agroalimentaire et la parfumerie pour extraire les arômes des plantes à parfum, retirer l'amertume du houblon, dénicotiniser le tabac, décaféiner le café, etc.. Le dioxyde de carbone supercritique est assez courant en raison de sa facilité d'obtention (température critique de 31 °C, pression critique de 73,8 bar) et de ses propriétés économiques et écologiques intéressantes (non inflammable, non toxique, relativement peu cher et sans coût d'élimination comparativement aux solvants organiques).
C'est également fréquemment sous cette forme que le CO2 est injecté dans une formation géologique en vue de sa séquestration.

### Eau supercritique
L’eau supercritique est obtenue en portant de l’eau à des températures supérieures à 374 °C sous une pression supérieure à 221 bar. Ce liquide acquiert des propriétés nouvelles. Ainsi, à 500 °C et 250 bar, l'eau supercritique a une masse volumique de moins de 100 kg/m3 et une constante diélectrique proche de 2. Elle est un puissant solvant pour presque tous les composés organiques, et inversement produit un précipité de tous les composés inorganiques (qui peuvent alors colmater ou corroder les installations). 
Les gaz, dont l'oxygène, y sont solubles en bien plus grandes quantités et peuvent alors fortement et rapidement interagir avec la matière organique le cas échéant. Elle peut ainsi, au-delà de 374 °C et 218 bar, par « conversion hydrothermale », détruire des solvants ou déchets organiques toxiques, sans production d'oxydes d'azote (NOx) ou d'oxydes de soufre (SOx) qui polluent les gaz lors d'une incinération classique.

## Applications

### Extraction de solides et fractionnement de liquides par fluide supercritique
Dans le procédé d'extraction supercritique, le CO2 est ordinairement utilisé entre 80 et 1 000 bar et à des températures inférieures à 80 °C, là où il possède des  propriétés intéressantes comme solvant de molécules peu polaires.  
L'extraction par fluide supercritique présente des avantages significatifs par rapport à l'extraction liquide. Elle est souvent plus rapide en raison des faibles viscosités et des diffusivités élevées associées aux fluides supercritiques. L'extraction peut être sélective dans une certaine mesure en contrôlant la température et la pression du fluide qui influent sur la masse volumique du solvant. Les produits extraits sont facilement récupérés par simple dépressurisation, le fluide supercritique retournant en phase gazeuse afin d'être recyclé sans laisser de résidus de solvants dans l'extrait. Le dioxyde de carbone est le solvant supercritique le plus courant. Il est utilisé à grande échelle pour la décaféination des grains de café vert et l'extraction du houblon pour la production de bière. L’extraction au CO2 supercritique est également largement utilisée dans l’extraction et le fractionnement de corps gras et de molécules apolaires ou volatiles,, par exemple dans la production d'huiles essentielles et de produits pharmaceutiques à partir de plantes. 
La technique peut aussi être utilisée en continu pour fractionner une charge liquide dans une colonne remplie de garnissage optimisant le transfert de matière. Les fluides sont mis en contact à contre-courant et un reflux ou une section d'enrichissement peuvent être utilisés pour augmenter la sélectivité du fractionnement . On peut alors par exemple fractionner de façon très fine et sélective des esters d'acides gras riches en chaines insaturées (w3, w6), des lipides polaires pour des applications dans le domaine des tensioactifs ou de la cosmétique,  ou des fractions aromatiques comme des extraits de concrètes ou des boissons alcoolisées. 
Quelques méthodes d’analyse utilisent l'extraction par fluide supercritique comme méthode d'extraction au lieu des solvants traditionnels,

### Nettoyage à sec
Le dioxyde de carbone supercritique peut être utilisé à la place du perchloroéthylène ou d'autres solvants indésirables pour le nettoyage à sec. Le dioxyde de carbone supercritique pénètre parfois dans les boutons et, lorsque le vêtement est dépressurisé, les boutons explosent ou se brisent. Les détergents solubles dans le dioxyde de carbone améliorent son pouvoir solvant.

### Chromatographie en phase supercritique
La chromatographie en phase supercritique utilise le CO2 supercritique, seul ou mélangé avec de faibles quantités de solvant polaire, pour obtenir des séparations moléculaires rapides et économiques qui sont mises en œuvre à des fins analytiques et préparatives dans l'industrie pharmaceutique en particulier.
La chromatographie en phase supercritique (SFC) peut être utilisée à l'échelle analytique, où elle combine plusieurs des avantages de la chromatographie liquide haute performance (HPLC) et de la chromatographie en phase gazeuse (GC). Elle peut être utilisée avec des solutés non volatils et thermiquement labiles (contrairement à la GC) et peut être utilisée avec le détecteur à ionisation de flamme universel (contrairement à la HPLC). Elle permet de produire des pics plus étroits grâce à une diffusion rapide. 
Dans la pratique, la SFC est très utilisée dans les séparations chirales et l'analyse des hydrocarbures de poids moléculaire élevé Pour la fabrication, il existe des unités à lit mobile simulé préparatif efficace La pureté élevée des produits finis obtenus et l'économie de solvant significative réalisée permet un emploi de plus en plus fréquent pour la purification de produits pharmaceutiques.

### Imprégnation et teinture
L'imprégnation est, par essence, l'inverse de l'extraction. Une substance est dissoute dans le fluide supercritique, la solution s'écoule le long d'un substrat solide et se dépose ou se dissout sur le substrat. La teinture, qui s'effectue facilement sur des fibres polymères telles que le polyester à l'aide de colorants dispersés (non ioniques), en est un cas particulier. Le dioxyde de carbone se dissout également dans de nombreux polymères, les gonflant et les plastifiant considérablement et accélérant encore le processus de diffusion.

### Formation de nanoparticules et de microparticules
La formation de petites particules d'une substance avec une distribution granulométrique étroite est un processus important dans l'industrie pharmaceutique et d'autres industries. Les fluides supercritiques offrent certains moyens d'y parvenir en dépassant rapidement le point de saturation d'un soluté par dilution, dépressurisation ou une combinaison de ceux-ci. Ces processus sont plus rapides dans les fluides supercritiques que dans les liquides, ce qui favorise la nucléation ou la décomposition spinodale par rapport à la croissance des cristaux et produit des particules très petites et de taille régulière. Les fluides supercritiques récents ont montré la capacité de réduire les particules jusqu'à des dimensions de 5 à 2 000 nm.

### Séchage supercritique
Le séchage supercritique est une méthode d'élimination des solvants sans effet de tension superficielle. Lorsqu'un liquide sèche, la tension superficielle entraîne de petites structures à l'intérieur d'un solide, ce qui provoque des déformations et des rétrécissements. Dans des conditions supercritiques, il n'y a pas de tension superficielle et le fluide supercritique peut être éliminé sans distorsion. Le séchage supercritique est utilisé pour la fabrication d'aérogels, le séchage de poudres et de matériaux microporeux, et le séchage de matériaux délicats tels que des échantillons archéologiques et biologiques pour la microscopie électronique.

### Propriétés antimicrobiennes
Le CO2 à haute pression possède des propriétés antimicrobiennes. Bien que son efficacité ait été démontrée pour diverses applications, les mécanismes d'inactivation, étudiés depuis plus de 60 ans, n'ont pas été entièrement compris.

### Réactions chimiques
La modification des conditions du solvant de réaction peut permettre la séparation des phases pour l'élimination du produit ou une seule phase pour la réaction. La diffusion rapide accélère les réactions contrôlées par diffusion. La température et la pression peuvent régler la réaction selon les voies préférées, p. ex. pour améliorer le rendement d'un isomère chiral particulier, ce qui présente également des avantages environnementaux importants par rapport aux solvants organiques classiques.

#### Oxydation dans l’eau supercritique
L'oxydation de l'eau supercritique utilise l'eau supercritique comme milieu d'oxydation des déchets dangereux, éliminant ainsi la production de produits de combustion toxiques que la combustion peut produire.
Le déchet à oxyder est dissous dans l'eau supercritique avec de l'oxygène moléculaire (ou un agent oxydant qui libère de l'oxygène lors de la décomposition, par exemple du peroxyde d'hydrogène) et la réaction d'oxydation a lieu.
Le CEA à Pierrelatte (France) a construit une machine dont l'enveloppe contient la pression et dont la paroi interne résiste à la corrosion chimique et dans laquelle le produit à traiter est constamment mélangé pour interdire la précipitation de sels. Cela permet la destruction de toxiques chimiques ou biologiques, de déchets chlorés, fluorés, contenant des sels minéraux ou des solvants, nitrates, etc. Le CEA envisage aussi un réacteur à eau supercritique qui pourrait « gazéifier la biomasse humide » (boues ou effluents industriels de papeteries ou distillerie) pour produire de la chaleur et un gaz de synthèse riche en hydrogène, réutilisable comme carburant.
En présence d'une irradiation, l'eau supercritique peut accélérer la corrosion de la plupart des métaux, dont ceux dans les réacteurs nucléaires ou chaudières, avec un phénomène de corrosion inter-granulaire (et parfois de fissuration) des aciers carbonés (intergranular stress corrosion cracking ou IGSCC).

#### Hydrolyse dans l'eau supercritique
L'hydrolyse supercritique est une méthode de conversion de tous les polysaccharides de biomasse ainsi que de la lignine associée en composés de faible poids moléculaire par contact avec l'eau seule dans des conditions supercritiques. L'eau supercritique agit comme solvant, fournisseur d'énergie thermique de rupture de liaison, agent de transfert thermique et source d'atomes d'hydrogène. Tous les polysaccharides sont convertis en sucres simples à un rendement quasi quantitatif en une seconde ou moins. Les liaisons aliphatiques entre les cycles de la lignine sont également facilement clivées en radicaux libres qui sont stabilisés par l'hydrogène provenant de l'eau. Les cycles aromatiques de la lignine ne sont pas affectés par des temps de réaction courts, de sorte que les produits dérivés de la lignine sont des phénols mixtes de faible poids moléculaire. Pour profiter des temps de réaction très courts nécessaires au clivage, un système de réaction en continu doit être mis au point. La quantité d'eau chauffée à un état supercritique est ainsi réduite au minimum.

#### Production de biogazole
La conversion de l'huile végétale en biogazole se fait par une réaction de transestérification, où le triglycéride est converti en ester méthylique et en glycérol. Cela se fait généralement à l'aide de méthanol et de catalyseurs caustiques ou acides, mais peut être réalisé en utilisant du méthanol supercritique sans catalyseur. La méthode d'utilisation du méthanol supercritique pour la production de biogazole a d'abord été étudiée par Saka et ses collègues. Cela présente l'avantage de permettre une plus grande autonomie et une plus grande teneur en eau des matières premières (en particulier des huiles de cuisson usagées), le produit n'a pas besoin d'être lavé pour éliminer le catalyseur et est plus facile à concevoir comme un procédé continu.

#### Gazéification dans l'eau supercritique
La gazéification dans l'eau supercritique est un procédé qui exploite l'effet bénéfique de l'eau supercritique pour convertir les flux de biomasse aqueuse en eau propre et en gaz tels que H2, CH4, CO2, CO, etc.

### Dépôt par fluide supercritique
Les fluides supercritiques peuvent être utilisés pour déposer des films nanostructurés fonctionnels et des particules nanométriques de métaux sur des surfaces. Les diffusivités et les concentrations élevées de précurseurs dans le fluide par rapport aux systèmes sous vide utilisés pour le dépôt chimique en phase vapeur permettent le dépôt dans un régime à vitesse de réaction de surface limitée, assurant une croissance interfaciale stable et uniforme[33], ce qui est essentiel au développement de composants électroniques plus puissants, et les particules métalliques ainsi déposées sont également de puissants catalyseurs pour la synthèse chimique et les réactions électrochimiques. De plus, en raison des taux élevés de transport des précurseurs en solution, il est possible de revêtir des particules de grande surface qui, sous dépôt chimique en phase vapeur, s'épuiseraient près de la sortie du système et seraient susceptibles d'entraîner des caractéristiques de croissance interfaciale instables, comme les dendrites. Il en résulte des films très minces et uniformes qui se déposent beaucoup plus rapidement que les couches atomiques, le meilleur autre outil pour le revêtement de particules à cette échelle de taille.

### Fluide supercritique dans la production d'électricité
Le rendement d'un moteur thermique dépend en fin de compte de la différence de température entre la source de chaleur et le puits (cycle de Carnot). Pour améliorer le rendement des centrales électriques, la température de fonctionnement doit être augmentée. L'utilisation de l'eau comme fluide de travail le place alors dans des conditions supercritiques. L'efficacité peut passer d'environ 39 % pour les opérations sous-critiques à environ 45 % en utilisant la technologie actuelle. Les réacteurs nucléaires à eau supercritique (RESC) sont des systèmes nucléaires avancés prometteurs qui offrent des gains similaires en efficacité thermique. Le dioxyde de carbone peut également être utilisé dans les centrales nucléaires à cycle supercritique, avec des gains d'efficacité similaires. De nombreuses centrales thermiques supercritiques alimentées au charbon sont opérationnelles dans le monde entier et ont amélioré l'efficacité des centrales thermiques traditionnelles.

### Amélioration de la récupération du pétrole et du captage et du stockage du carbone
Le dioxyde de carbone supercritique est utilisé pour améliorer la récupération du pétrole dans les champs pétrolifères matures. Dans le même temps, il est possible d'utiliser la "technologie du charbon propre" pour combiner des méthodes de récupération assistée avec la séquestration du carbone. Le CO2 est séparé des autres gaz de combustion, comprimé à l'état supercritique et injecté dans le stockage géologique, éventuellement dans les champs pétroliers existants pour améliorer les rendements.

### Système de réfrigération
Le dioxyde de carbone supercritique est également un réfrigérant émergent important, utilisé dans de nouvelles solutions à faible teneur en carbone pour les pompes à chaleur domestiques. Ces systèmes font l'objet d'un développement continu et les pompes à chaleur au dioxyde de carbone supercritique sont déjà commercialisées avec succès en Asie. Les systèmes EcoCute du Japon, mis au point par un consortium d'entreprises dont Mitsubishi, produisent de l'eau domestique à haute température avec de faibles apports d'énergie électrique en transférant la chaleur de leur environnement au système. Leur succès rend possible une utilisation future dans d'autres régions du monde.

## Présence naturelle

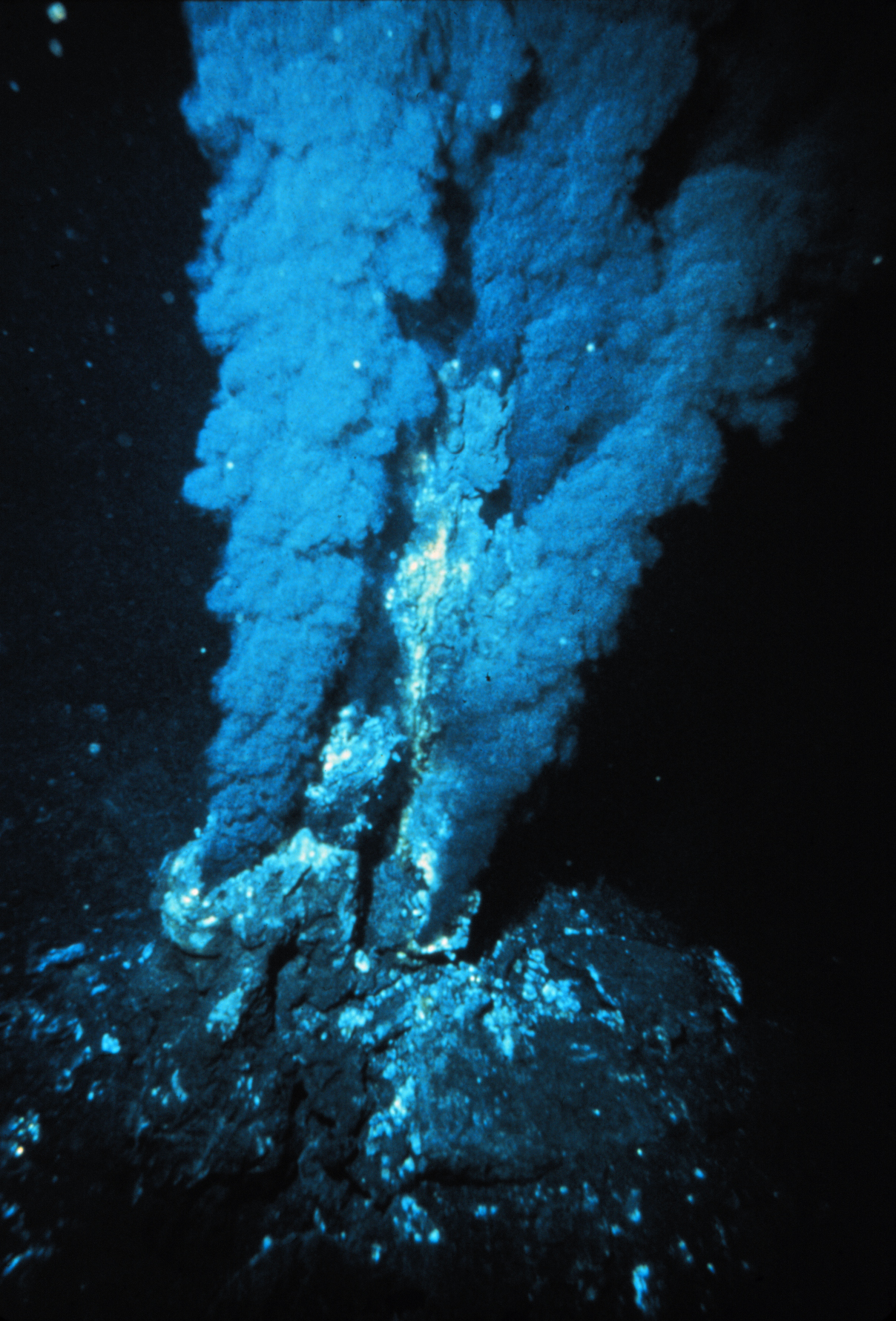
Cheminée hydrothermale.

Les planètes gazeuses sont majoritairement constituées d'hydrogène à l'état supercritique. Sur Terre, les fluides supercritiques ne se rencontrent que dans des contextes particuliers et rares, car ils requièrent une pression supérieure à la pression atmosphérique. 

### Circulation hydrothermale
La circulation hydrothermale se produit dans la croûte terrestre partout où le fluide devient chaud et subit une forte convection naturelle. On pense que ces fluides atteignent des conditions supercritiques dans un certain nombre de milieux différents, comme la formation de dépôts de cuivre porphyrique ou la circulation à haute température de l'eau de mer dans le fond marin. Sur les dorsales médio-océaniques, cette circulation se manifeste surtout par l'apparition de cheminées hydrothermales appelées "fumeurs noirs". Il s'agit de grandes cheminées (de plusieurs mètres de haut) de sulfure et de minéraux sulfatés qui évacuent des fluides jusqu'à 400 °C. Les fluides ressemblent à de grands nuages de fumée noirs qui s'envolent sous l'effet de la précipitation des métaux dissous dans le fluide. Il est probable qu'en profondeur, bon nombre de ces sites d'évents atteignent des conditions supercritiques, mais qu'ils se refroidissent suffisamment au moment où ils atteignent le fond marin pour être sous-critiques. Un site d'évent particulier, Turtle Pits, a affiché une brève période de supercriticité au site de l'évent. Un autre site, Beebe, dans la fosse aux Caïmans, présente une supercriticité soutenue à l'orifice de l'évent.

### En planétologie
À l'intérieur des géantes gazeuses telles que Jupiter et Saturne, l'hydrogène, sous forme gazeuse moléculaire en « surface », devient rapidement liquide, ou plus exactement, étant donné la température qui augmente avec la profondeur, fluide supercritique avant d'atteindre des conditions de pression et de température telles qu'il se dissocie et finit par se comporter comme un métal. Étant donné la pression et la température à la surface de Vénus (de l'ordre de 460 °C et 90 bar), son atmosphère, composée à 95 % de CO2, est également dans un état supercritique. Certaines planètes, baptisées « planètes-saunas », pourraient abriter une couche d'eau sous forme supercritique.